# Abud (Rumunia)
Abud (węg. Székelyabod) – wieś w Rumunii, w okręgu Marusza, w gminie Ghindari. W 2011 roku liczyła 149 mieszkańców.